# Gilberto Milos
Gilberto Milos (São Paulo, 30 ottobre 1963) è uno scacchista brasiliano.
Ottenne il titolo di Maestro Internazionale nel 1984 e di Grande Maestro nel 1988.

## Principali risultati
Sei volte vincitore del campionato brasiliano (1984, 1985, 1986, 1989, 1994 e 1995).
Quattro volte vincitore, da solo o alla pari, del Campionato sudamericano (1987, 1998, 2005 e 2007). 
Vinse il torneo di Buenos Aires nel 1988 e il campionato iberoamericano nel 2010 a Città del Messico.
Dal 1982 al 2014 ha partecipato con la nazionale del Brasile a 12 Olimpiadi degli scacchi, realizzando complessivamente il 56% dei punti (+43 =44 –29).
Ha partecipato a cinque Campionati del mondo FIDE dal 1998 al 2004  e alle Coppe del Mondo del 2005, 2007 e 2009.